# Raymond Thorsteinsson
 (mai 2017).
Si vous disposez d'ouvrages ou d'articles de référence ou si vous connaissez des sites web de qualité traitant du thème abordé ici, merci de compléter l'article en donnant les références utiles à sa vérifiabilité et en les liant à la section « Notes et références ».
Pour les articles homonymes, voir Thorsteinsson.
Raymond "Ray" Thorsteinsson, (21 janvier 1921 - 23 avril 2012) était un géologue canadien, natif du Saskatchewan, mais d'origine islandaise. 

## Biographie
Il était membre de l'Institut arctique de l'Amérique du Nord, principalement connu pour avoir apporté, durant les années 1950 et 1960, d'importantes contributions dans les domaines de la géologie structurale, de la biochronologie, et de la stratigraphie régionale des roches du Protérozoïque et du Paléozoïque de l'arctique canadien.
Il a publié plus de cinquante cartes et articles. Ses cartes géologiques avaient des échelles variant de 1/125,000 à 1/500,000.
Il a également effectué des études paléontologiques. Il a fait des avancées fondamentales dans la connaissance des graptolites et des poissons ostracodermes. Il a établi la succession la plus complète de zones fauniques dans les roches d'âge Pennsylvanien et Permien dans l'Arctique.
Le poisson fossile Romundina a été baptisé en son honneur, la transcription islandaise de Raymond étant Romund.